# 茨城オープンゴルフトーナメント
茨城オープンゴルフトーナメント（いばらきオープンゴルフトーナメント）は、かつて開催されていた男子ゴルフトーナメント。
茨城新聞社主催。
1984年から1986年まで3年連続で筑波カントリークラブ、1992年から1994年まで3年連続で水戸グリーンカントリークラブ山方コースで行われた。　

## 歴代優勝者
- 1984年 - 金子登喜雄[2] [3]
- 1985年 - 中川泰一[2]
- 1986年 - 高橋勝成[2]
- 1987年 - 近藤守[4]
- 1988年 - 中村忠夫
- 1989年 - 長谷川勝治
- 1990年 - 浜野治光
- 1991年 - 中山徹
- 1992年 - 加藤仁[1]
- 1993年 - アンソニー・ギリガン（オーストラリア）[1]
- 1994年 - 草壁政治[1]
- 1995年 - 佐藤剛平
- 1996年 - 細川和彦
- 1997年 - 高崎龍雄
- 1998年 - 堺谷和将[5]
- 1999年 - 山内正和[6]